# احمد خان محمودزاده
احمد خان محمودزاده یک هنرپیشهٔ اهل افغانستان است. از فیلم‌ها یا برنامه‌های تلویزیونی که وی در آن نقش داشته‌است می‌توان به بادبادک‌باز اشاره کرد.